# Крестон-Пик
Крестон-Пик (англ. Crestone Peak) — является седьмой по высоте вершиной в Скалистых горах Северной Америки. Высотой 4359 метров, пик является наивысшей точкой Крестонов и второй по величине вершиной в хребте Сангр-де-Кристо, после Бланка-Пика. Вершина находится в Национальном лесу Рио-Гранде примерно в 8 км к востоку от одноимённого городка 
Крестон в округе Савоч, штат Колорадо, США.
Крестон-Пик является двуглавой вершиной. Высота 4359 метров принадлежит Северо — восточной вершине (англ. Crestone Peak-Northeast Peak). Восточный пик (англ. Crestone Peak-East Peak) ниже своего соседа, его высота 4342 метра.
Крестон-Пик возвышается на 2100 метров над восточной стороной долины Сан-Луис. Пик делит название Крестон с близлежащим пиком Крестон-Нидл, другим четырёхтысячником Крестонов. Крестонов — это группа высоких гор в хребте Сангр-де-Кристо, включающая в себя Крестон-Пик, Крестон-Нидл, Кит-Карсон-Пик, Челленджер-Пойнт, Гумбольдт-Пик и Колумбия-Пойнт. Все эти вершины доступны из общих базовых лагерей.

## Первое восхождение
Согласно путеводителю по горам Колорадо, вершины Крестонов оставались последними неприступными четырёхтысячниками в Колорадо, когда известный альпинист Альберт Эллингвуд решил взойти на каждую из них. В 1916 году, в сопровождении Элеоноры Эрман он успешно поднялся на обе вершины Крестон-Пика.
Из — за относительной отдалённости этих гор, исторические подъёмы были эпизодическими по сравнению с другими горами Колорадо, но в последующие годы тут был создан целый ряд важных технических маршрутов, большинство из которых используется до настоящего времени.

## Альпинизм
Обычно восхождение на Крестон-Пик начинается с базового лагеря «Саус-Колони-Лейкс» (англ. South Colony Lakes) с восточной стороны пика. Этот маршрут включает в себя чуть более 1800 метров набора высоты и поднимается к относительно большому плоскому месту под названием «Пул» (англ. The Pool Table). Затем маршрут продолжается по длинному оврагу на северо-западной стороне Крестон-Пика, в котором существует некоторая опасность камнепада, поэтому рекомендуется каска.
Крестон-Пик является одним из наиболее опасных четырёхтысячников в Колорадо, Крестоны богаты на несчастные случаи, некоторые из них вызваны падениями, другие попаданиями молний (обычное явление в Сангр-де-Кристо летом).
Лучшим временем для восхождения на Крестон-Пик в оптимальных сухих условиях считается июль и август. Сентябрь также является неплохим выбором, но ранние снегопады могут значительно увеличить сложность маршрутов. Восхождение октября по июнь будет проходить в зимних условиях. Снег и лёд наверняка встретятся на маршруте. Северо — западный кулуар может быть снежным и ледяным круглый год.